# Electra Elite
 (транскр.  Електра Елит; Книн, 12. август 1977) српска је певачица и сексуална радница.

## Детињство и младост
Рођена је и одрасла у српској породици у Книну, у тадашњој Социјалистичкој Републици Хрватској. У Београду је завршила Четврту београдску гимназију, а потом и Вишу хотелијерску школу. Већ почетком 21. века се преселила у Швајцарску, где је наставила образовање и завршила медицину, одсек за болести зависности, дрогу и алкохол. У Швајцарској је потом седам година радила у струци.

## Приватни живот
Била је ожењена и са бившом супругом има двоје деце: ћерку Диву, рођену 2001. и сина Оскара, рођен 2005. године. Од супруге се развела 2007. године. Након развода, аутовала се као трансродна жена и одлучила на операцију промене пола, те је за ту одлуку имала пуну подршку бивше супруге, деце, мајке и брата.
У интервјуу за швајцарски канал TeleZuri, признала је да се бави проституцијом у Швајцарској, у коју ју је увео бивши дечко Шпанац који се бави манекенством. Такође, истакла је да се залаже за то да би проституција требала да се легализује у Србији, онако као и у Швајцарској, те да би особе које се баве њом требале да плаћају порез држави. Тврди да су јој већина муштерија хетеросексуални мушкарци.
У октобру 2021. удала се за атлетичара и предузетника Ненада Вујановића у Мостару.

## Дискографија

### Синглови
| Наслов                    | Година | Позиција | Албум                    |
| Наслов                    | Година | СРБ      | Албум                    |
| ------------------------- | ------ | -------- | ------------------------ |
| „Лепа сам” (са Анђелином) | 2020.  | —        | Синглови нису део албума |
| „Бебе бебе”               | 2020.  | 19       | Синглови нису део албума |
| „Да се газимо”            | 2021.  | —        | Синглови нису део албума |
| „Дива”                    | 2021.  | —        | Синглови нису део албума |
| „Мафијаш”                 | 2021.  | —        | Синглови нису део албума |
| „Трка фрка”               | 2022.  | —        | Синглови нису део албума |

### Спотови
| Песма          | Година | Редитељ         |
| -------------- | ------ | --------------- |
| „Лепа сам”     | 2020.  |                 |
| „Бебе бебе”    | 2020.  |                 |
| „Да се газимо” | 2021.  | Јован Пеурача   |
| „Дива”         | 2021.  | Јован Пеурача   |
| „Мафијаш”      | 2021.  |                 |
| „Трка фрка”    | 2022.  |                 |
| „Мама”         | 2022.  | Дејан Милићевић |
| „Животе мој”   | 2023.  | Дејан Милићевић |
| „Стењи”        | 2023.  | Дејан Милићевић |
| „Тајкун”       | 2023.  | Дејан Милићевић |
| „Пенал”        | 2023.  | Дејан Милићевић |
| „Електра бре”  | 2024.  | Дејан Милићевић |
| „Baddy”        | 2024.  | Дејан Милићевић |
| „Бродолом”     | 2025.  | Дејан Милићевић |
| „Ништа лично”  | 2025.  | Дејан Милићевић |
| „Животе мој 2” | TBA.   | Дејан Милићевић |

### ТВ верзије
| Верзија               | Година | Режисер         |
| --------------------- | ------ | --------------- |
| OFFICIAL NY SHOW 2023 | 2023   | Дејан Милићевић |